# Грін-Парк (Міссурі)
Грін-Парк (англ. Green Park) — місто (англ. city) в США, в окрузі Сент-Луїс штату Міссурі. Населення — 2705 осіб (2020).

## Географія
Грін-Парк розташований за координатами 38°31′28″ пн. ш. 90°20′11″ зх. д. / 38.52444° пн. ш. 90.33639° зх. д. (38.524417, -90.336521).  За даними Бюро перепису населення США в 2010 році місто мало площу 3,51 км², уся площа — суходіл.

## Демографія
Згідно з переписом 2010 року, у місті мешкали 2622 особи в 1001 домогосподарстві у складі 730 родин. Густота населення становила 748 осіб/км².  Було 1034 помешкання (295/км²).
Расовий склад населення:
| - 92,5 % — білих - 3,5 % — азіатів - 1,4 % — чорних або афроамериканців - 0,1 % — вихідців з тихоокеанських островів |

До двох чи більше рас належало 2,3 %. Частка іспаномовних становила 1,7 % від усіх жителів.
За віковим діапазоном населення розподілялося таким чином: 20,3 % — особи молодші 18 років, 57,9 % — особи у віці 18—64 років, 21,8 % — особи у віці 65 років та старші. Медіана віку мешканця становила 45,1 року. На 100 осіб жіночої статі у місті припадало 89,9 чоловіків;  на 100 жінок у віці від 18 років та старших — 83,4 чоловіків також старших 18 років.
Середній дохід на одне домашнє господарство  становив 70 189 доларів США (медіана — 54 018), а середній дохід на одну сім'ю — 78 210 доларів (медіана — 66 442). За межею бідності перебувало 6,6 % осіб, у тому числі 14,2 % дітей у віці до 18 років та 4,9 % осіб у віці 65 років та старших.
Цивільне працевлаштоване населення становило 1203 особи. Основні галузі зайнятості: освіта, охорона здоров'я та соціальна допомога — 25,2 %, виробництво — 13,9 %, роздрібна торгівля — 11,0 %, науковці, спеціалісти, менеджери — 10,7 %.